# Rajska jabłoń (film)
Rajska jabłoń – polski film obyczajowy na podstawie powieści Poli Gojawiczyńskiej.

## Obsada aktorska
- Izabela Drobotowicz-Orkisz – Bronka Mossakowska
- Ewa Kasprzyk – Kwiryna
- Marta Klubowicz – Amelka Raczyńska
- Piotr Bajor – Roman, mąż Kwiryny
- Krzysztof Kolberger – Ignacy Piędzicki, kochanek Bronki
- Mariusz Dmochowski – aptekarz Filip, mąż Amelki
- Iga Cembrzyńska – Raczyńska, matka Amelki
- Jan Englert – Jan Cichocki, prowizor w aptece męża Amelki, jej kochanek
- Zofia Czerwińska – ciotka Kwiryny
- Anna Romantowska – Magdalena Piędzicka, żona Ignacego
- Monika Świtaj – pracownica apteki

## Plenery
- Warszawa, Pruszków.